# Северноатлантическо течение
Северноатлантическото течение (на английски: North Atlantic Current, North Atlantic Drift, North Atlantic Sea Movement) е мощно топло океанско течение в Атлантическия океан, което е продължение на Гълфстрийм в североизточна посока.
Западно от Ирландия то се разделя на 2. Едната част (Канарско течение) продължава на юг, а другата продължава на север по протежение на бреговете на Северозападна Европа, където оказва значително влияние върху затоплянето на климата.